# Douglas Samuel Jones
Douglas Samuel Jones, meist zitiert als D. S. Jones, (* 10. Januar 1922 in Corby; † 29. November 2013 in Perth, Schottland) war ein britischer angewandter Mathematiker.
Jones studierte Mathematik am Corpus Christi College der Universität Oxford. 1948 wurde er Assistant Lecturer und 1951 Lecturer  an der University of Manchester, 1955 war er Research Professor an der New York University und danach wieder 1955 bis 1957 an der Universität Manchester als Senior Lecturer. 1957 bis 1964 war er Professor an der University of Keele und 1962/63 Gastprofessor am Courant Institute of Mathematical Sciences of New York University. Von 1965 bis 1992 war er Ivory Professor für Mathematik an der University of Dundee, wo er insbesondere die Numerische Analysis (mit dem 1967 auf einen neu gegründeten Lehrstuhl berufenen Andrew Ronald Mitchell) ausbaute.
Er befasste sich insbesondere mit Anwendungen der Analysis auf Elektromagnetismus und Schwingungen.
Er war Ehrendoktor der University of Strathclyde (D.Sc.) und erhielt 1987 den Naylor-Preis. 1982 erhielt er die van der Pol Goldmedaille der International Union of Radio Science. Er war Mitglied der Royal Society und der Royal Society of Edinburgh, deren Keith Medal er 1974 erhielt.
1964 bis 2003 war er Mitherausgeber des IMA Journal of Applied Mathematics, 1977 bis 2002 von Mathematical Methods in the Applied Sciences, 1977 bis 2002 von Methods and Applications of Analysis, seit 1992 des Journal of Engineering Mathematics und seit 1997 der Communications in Applied Analysis.

## Schriften
- Electrical and Mechanical Oscillations. An Introduction, London, Routledge and Paul 1961
- Theory of Electromagnetism, Pergamon Press 1964
- Generalised Functions, McGraw Hill 1966
- mit D. W. Jordan Introductory Analysis, 2 Bände, Wiley 1969, 1970
- Methods in Electromagnetic Wave Propagation, Oxford University Press, 2 Bände,  1979, 1987, 2. Auflage 1994
- Elementary Information Theory, Clarendon Press/Oxford University Press 1979
- The Theory of Generalised Functions, 2. Auflage, Cambridge University Press 1982
- mit B. D. Sleeman Differential Equations and Mathematical Biology, Chapman and Hall/CRC Press 1983, 2. Auflage mit M. J. Plank 2010
- Acoustic and Electromagnetic Waves, Clarendon Press/Oxford University Press 1986
- Assembly Programming and the 8086 Microprocessor, Oxford University Press 1988
- 80X86 Assembly Programming, Oxford University Press 1991
- Introduction to Asymptotics. A treatment using nonstandard analysis, World Scientific 1996
- Diffraction of a high-frequency plane electromagnetic wave by a perfectly conducting circular disc, Courant Institute of Mathematical Sciences 1963, Archive